# Moviment Social Nacional (Bulgària)
El Moviment Social Nacional (en búlgar: Народно социално движение, Narodno sotsialno dvizhenie) va ser un partit polític búlgar menor format el 1932 per Aleksandar Tsankov.
Tot i que era membre del Govern del Bloc Popular de Nikola Mushanov, Tsankov havia arribat a ser un gran admirador d'Adolf Hitler i, com a resultat, va crear l'NSM per oferir una versió del nazisme. El grup va predicar declaradament la seva pròpia idea de «nacionalisme social», que per a Tsankov implicava el suport d'un sindicat nacional de treballadors contra la lluita de classes. El mateix partit no va trobar gaire favor (tot i ser popular entre molts joves urbans), encara que la seva formació va ajudar a accelerar l'enfonsament del govern de coalició. El grup va guanyar alguns seguidors el 1934, quan diversos membres van abandonar Zveno per unir-se a altres grups, inclòs l'NSM. El partit es va dissoldre després del cop d'estat de 1934 com tots els altres partits polítics.
El grup va mantenir vincles amb l'Alemanya nazi, com ho demostra el nomenament de Tsankov a la direcció d'un govern a l'exili el 1944, encara que no va aconseguir el poder.